# Pallacanestro Pavia
La Pallacanestro Pavia 1933 è la principale società di pallacanestro maschile di Pavia. Disputava le partite interne inizialmente presso il cortile della Palestra Civica di via Porta, negli anni '50 si trasferì di pochi metri nella ex rimessa dei camion dei pompieri, riadattata a Palasport, poi dai primi anni '60 al Palazzo delle Esposizioni della locale Camera di Commercio ed infine dal 1984 al PalaRavizza.

## Storia

### I pionieri degli anni trenta del G.U.F. in Divisione Nazionale
Nel 1933 venne fondato a Pavia il Comitato Provinciale della Federazione Italiana Pallacanestro con primo presidente il prof. Aurelio Chiappero. Sempre in quell'anno fu istituito il G.U.F. (Gruppo Universitario Fascista) cittadino che fu ammesso dalla FIP nella Divisione Nazionale 1935/36, che era la massima categoria del tempo. Esperienza che proseguì per i sette anni successivi sino al 1943, con miglior piazzamento il 4º posto assoluto nella Serie A 1938-39.

### 1943-1958: il periodo d'oro del dopoguerra
Con la scomparsa del GUF, la pallacanestro pavese fu rappresentata inizialmente dall'Onda Pavia, società fondata nel 1943 che acquisì i diritti sportivi del GUF e fu ammessa alla Serie Unica 1945-46, e 1946-47.
Nel campionato di Serie A 1947/48, dopo aver cambiato denominazione in Pallacanestro Pavia, si piazza al 3º posto nel girone B, non sufficiente per essere ammessa alla finale nazionale.
Nel campionato di Serie A 1948/49 viene istituito il girone unico a 12 squadre al quale Pavia viene ammessa, ottenendo per due stagioni consecutive il settimo posto, con Gervasi terzo nella classifica marcatori 1949/50. Nella stagione successiva 1950/51 Pavia continuò a militare in massima serie, piazzandosi al quinto posto, mentre al termine della stagione 1951/52, nella quale arrivò ultima (dodicesima), retrocesse in Serie B.
La permanenza di Pavia in serie cadetta durò una sola stagione: infatti nella stagione 1952/53 fu subito promossa in Serie A, prevalendo nel girone finale di Serie B su Reyer Venezia, Libertas Livorno e Napoli.
Da neo-promossi in A, nel 1953/54 i pavesi centrano un grande quarto posto che li proietta fra le grandi, subito a ridosso del trio Olimpia Milano, Virtus Bologna e Gira Bologna. Nel campionato 1954/55 viene raggiunta la salvezza per un solo punto, ma è il preludio per la stagione migliore in assoluto. Infatti nel 1955/56 con l'avvento della sponsorizzazione della maggiore azienda cittadina, la fabbrica di macchine da cucire Necchi, i pavesi ottengono un eccezionale terzo posto assoluto (alle spalle di Virtus Bologna e Borletti Milano), vincendo l'11 dicembre 1955 una memorabile e storica partita (80-75) contro la Borletti, in un Palasport di Via Porta incandescente, dopo essere rimasti solo in 3 (Rosolen-Ferrari-Baruffi) nei minuti finali (approfittando del fatto che all'epoca non esisteva la regola dei 24 secondi). Questo piazzamento rimane il migliore in assoluto a livello maschile nella storia del basket pavese.

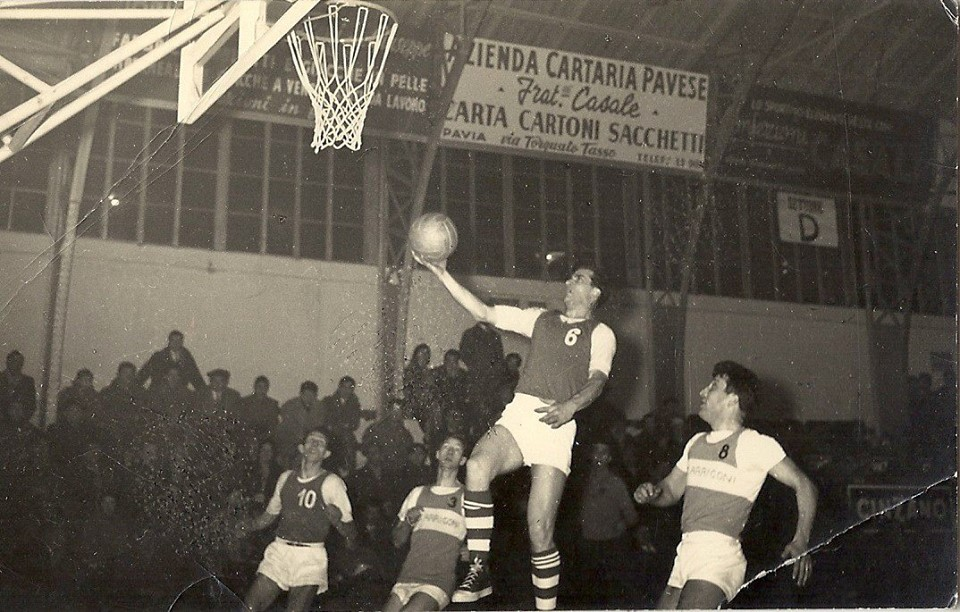
Pavia-Trieste, 1955: Lele Rosolen a canestro, Remo Ferrari sullo sfondo

In quegli anni figurano in rosa grandi giocatori quali Djordje Andrijašević (famoso per il “piazzato” a due mani), Tullio Rochlitzer (nativo di Zara, unico giocatore di basket ad esser stato nazionale italiano e jugoslavo), Lele Rosolen (10 presenze in nazionale), Remo Ferrari, Carlo Montemartini (6 presenze in nazionale), Gervasi (tiratore micidiale, sempre ai primi posti nella classifica marcatori). Ma vi sono altri importanti giocatori locali che si mettono in luce in quel periodo fulgido, vera fucina di talenti: Pisati, Zatti, Scamoni, Conti. Parallelamente alla carriera da giocatore, Rosolen allena anche una emergente squadra femminile, con la nazionale Pagani come elemento di punta.
Nel campionato 1956-57 la Necchi termina al nono posto e si salva ma al termine della stagione lo sponsor lascia l’abbinamento con la società sportiva Pall. Pavia che, di conseguenza, si viene a trovare in difficoltà economiche.
Nel 1957-58 la formazione pavese, priva di sponsor, si posiziona decima in classifica a pari merito con Livorno a 28 punti, e a decidere la retrocessione dovrà essere lo spareggio salvezza disputato a Pesaro il 18 maggio 1958. Pavia vince 42 a 36 e così riesce ad aggiudicarsi la permanenza in Prima Serie.
Le difficoltà finanziarie perdurarono e l'iscrizione al campionato dell'anno successivo avvenne con qualche giorno di ritardo, così che la Federazione stabilì l'esclusione della squadra pavese, a beneficio della ripescata Pallacanestro Livorno. Dopo 25 anni di permanenza, Pavia lasciò "a tavolino" il campionato di Serie A. 
Nella stagione 1958-59 la Società proseguì comunque l’attività a livello giovanile e nel campionato regionale lombardo di Promozione (Girone A). Rimasta senza giocatori, dalla stagione 1959-60 la S.S. Pallacanestro Pavia rinunciò all'affiliazione e cessò definitivamente ogni attività.

### 1958-1975: anni di grande economia
Per 5 anni Pavia rimase senza una società a livello maschile a rappresentarla se non in tornei a livello provinciale e regionale, sfiorando nel 1962/63 la promozione in terza serie con il CUS Pavia, che per due stagioni dal 1961 al 1963 è stata la società principale della città. Successivamente, per un decennio fu l'Onda Pavia dello storico dirigente Luigi Bigi a rappresentare la città a livello maschile, con mezzi minimi, sino alla promozione in Serie D del 1965-66. Nel 1966-67 con il rientro di Lele Rosolen come allenatore e di alcuni vecchi protagonisti in Serie A (Morani-Cecchi-Ferrari-Conti), l'Onda ottenne un buon 2ºposto nel Girone A della serie D. Nel 1967-68 l'Onda ottenne il primo posto nel Girone A di Serie D, venendo promossa in C. Nel 1968-69 con una cavalcata trionfale vinse il girone A della serie C, dominando il campionato dall'inizio alla fine, in un Palazzo Esposizioni ritornato caloroso e partecipe come ai tempi di Via Porta, retrocedendo però subito in Serie C l'anno successivo dopo uno spareggio col Gira Bologna perso di 1 solo punto.
Negli anni successivi e fino alla stagione 1974/75 l'Onda Pavia, sempre allenata e gestita da Rosolen, fu protagonista di buoni campionati nella terza serie di allora, con una partecipazione sempre in grande economia e con miglior risultato due quarti posti nel 1973 e 1974.

### 1975-1995: dalla fusione degli oratori alla riconquista della serie A

Oscar Schmidt in azione a Pavia nel 1990

Nell'estate 1975 Rosolen, che aveva rilevato l'Onda, accettò di cedere il diritto di C ad un nuovo gruppo dirigente presieduto dal Prof. Magenes che rappresentava la fusione di 3 società di estrazione oratoriale della città (Olmo, Audaces, Celeres), cui si unì la Virtus l'anno successivo. La nuova società, guidata dall'ex-arbitro internazionale Marchesi e con Tullio Rochlitzer DS, denominata ancora una volta Pallacanestro Pavia, sfruttò il titolo sportivo dell'Onda e si iscrisse alla Serie C con rinnovate ambizioni.
La Pallacanestro Pavia, sponsorizzata Ivlas dal 1975 al 1977, e Necchi dal 1977 al 1983, riuscì a centrare la promozione in Serie B nel 1978/1979 con Falerni, Di Maio, Quaglia, Baggi, Mussini, Cattaneo, Leporace, Vitali, Spada e Negri. In costante crescendo i campionati di serie B: dopo una retrocessione con ripescaggio nel 1979/80 e una salvezza raggiunta all'ultimo secondo dell'ultima giornata nel campionato 1980/81, a partire dalla stagione successiva Pavia lottò sempre per la promozione in Serie A2. Dopo aver perso per tre anni consecutivi l'ultima e decisiva partita (una volta allo spareggio e due volte in finale playoff) la serie A arrivò al termine della Serie B 1984-1985. I protagonisti della vittoria furono Chicco Falerni, Gigi Brambilla, Mimmo Giroldi, Rinaldo Innocenti, Valentino Battisti, Domenico Di Maio, Michele Zeno, Enrico Lana, Stefano Della Flora e Eugenio Costa, guidati in panchina da Franco Morini.
Dal 1985-86 al 1990-91 la Pallacanestro Pavia disputò la Serie A2. Lo sponsor negli anni di A2 fu "Annabella" fino al 1990; nei tre anni successivi fu "Fernet Branca".  Al termine della stagione 1990-1991 Pavia, allenata da Tonino Zorzi, riuscì a riconquistare la massima serie dopo i play-out. La permanenza in Serie A1 fu però breve: durò infatti la sola stagione 1991-1992, che si concluse con la retrocessione dopo i play-out. Nuovamente in Serie A2, la squadra venne affidata alla guida tecnica di Attilio Caja; qualificatasi ai play-out, Pavia fallì tuttavia la promozione.
Senza sponsor tra il 1993 ed il 1995, la Pallacanestro Pavia concluse all'ultimo posto la Serie A2 1994-1995. La stagione si complicò a causa della difficile situazione economica: i giocatori si misero in sciopero per il mancato pagamento degli stipendi, i tifosi contestarono la società presieduta da Barbara Bandiera, ed al termine del campionato la società si sciolse e fallì.

### 1997-2014: la Nuova Pallacanestro Pavia
Con la scomparsa della Pallacanestro Pavia, il panorama cestistico cittadino fu rappresentato da quattro differenti società: l'Oscar, la Vigentina, la Celeres e la Longobardos. Proprio queste ultime due, nel 1997 si fusero, dando vita (nella sua terza rivisitazione) alla Nuova Pallacanestro Pavia, presieduta da Erardo Costa e sponsorizzata Caffex. La squadra ereditò il titolo sportivo della Celeres, e fu ammessa in Serie B d'Eccellenza 1997-98.
Già nel 1998, nuove difficoltà di natura economica costrinsero la società a cedere i giocatori più importanti; la squadra, senza sponsor, riuscì comunque a salvarsi dopo i play-out di B d'Eccellenza 1998-99, avendo sconfitto Padova per 2-1. La stagione seguente fu altrettanto problematica, tanto che la società fu vicina alla cessione del titolo sportivo. A quel punto intervennero a supporto del Prof. Costa un gruppo di sponsor rappresentati da Gabriele Ripa e Aldo Di Bella, che rilevarono la gestione e consolidarono economicamente la società.

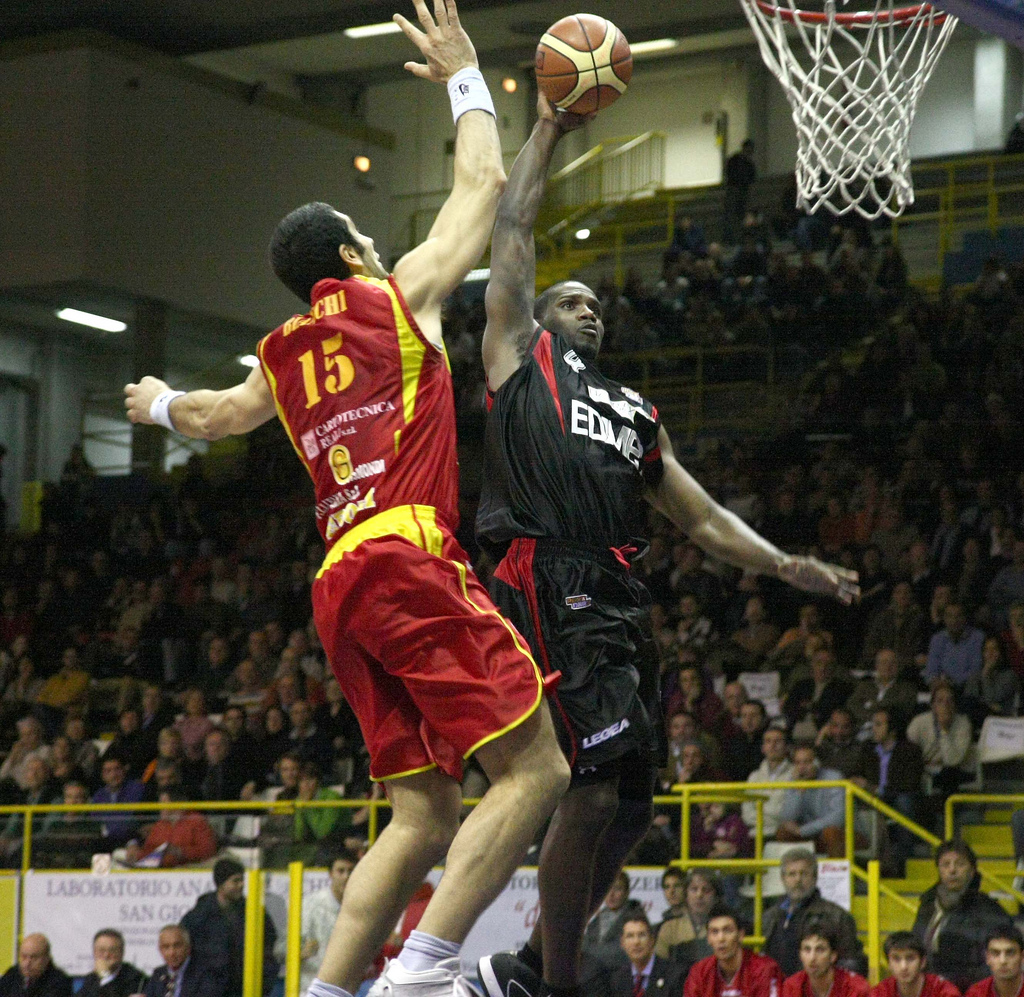
Un tentativo di schiacciata di Thomas Mobley nel 2007

Infatti, con il primo sponsor Sacil HLB, immediatamente nella stagione di Serie B 2000-2001 fu formata una squadra assai competitiva in grado di puntare alla promozione nella istituenda Legadue: allenatore era Alberto Martelossi, e in squadra militavano Alberto Angiolini, Francesco Gori, Andrea Della Valentina, Federico Bellina, Marco Rolando, Fabio Di Bella, Andrea Zatti, Damiano Dalfini, Davide Vecchiet, Matteo Cavallini. La promozione ottenuta trionfalmente in una stagione in cui Pavia riuscì ad aggiudicarsi anche la Coppa Italia LNP 2001.
Primo sponsor in Legadue fu la "Sacil Hlb"; successivamente, dal 2002 al 2009, fu l'azienda "Edimes". In Legadue la squadra si piazzò sempre tra il sesto e il dodicesimo posto, venendo in più occasioni eliminata ai play-off, ma nella stagione 2006-07 arrivò fino in finale soccombendo solo in gara 4 contro la Scavolini Pesaro.  Nel 2009-10 il nuovo sponsor divenne "Paul Mitchell". Proprio al termine di quest'ultima stagione, avvenne la vendita del titolo sportivo alla Scaligera Verona, a causa delle difficoltà economica in cui versava la società pavese: la squadra veneta acquisì il diritto di disputare la Legadue 2010-11, Pavia fu invece ammessa in Serie A Dilettanti FIP 2010-2011.
Mutata ancora una volta (la quarta) denominazione sociale in "Pallacanestro Pavia", la squadra lombarda subì una nuova retrocessione dopo la sconfitta nello spareggio contro Matera, valido per la permanenza in A Dilettanti 2010-2011. La squadra tuttavia fu ripescata in DNA 2011-2012, campionato conclusosi con il quinto posto nella Divisione Nord Ovest e la relativa permanenza nella categoria.
Permanenza messa in dubbio da problemi finanziari, sfociati il 29 giugno 2012 con la rinuncia alla DNA e la relativa richiesta di iscrizione al campionato di DNC. La società si iscrisse in C regionale e costruì un roster interamente formato da giocatori locali.
Alla fine della stagione rinunciò all'iscrizione della squadra al campionato di C regionale, iscrivendosi alla Prima Divisione provinciale, ultimo livello dei campionati di basket. Alla fine della stagione 2013-14 si ritirò dal mondo agonistico della pallacanestro. 

### 2023: la Pallacanestro Pavia 1933
Nell'estate 2023 la società Omnia Basket Pavia, che milita in serie B interregionale, cambia denominazione in "Pallacanestro Pavia 1933" facendo rinascere per la terza volta lo storico club.
La prima stagione in serie B interregionale termina con una sconfitta in semifinale playoff, dopo un'ottima regular season conclusa in seconda posizione la squadra allenata da coach Cristelli si arrende solo a gara 3 contro la capolista Saronno.
L'anno seguente la squadra pavese conferma allenatore e 2 giocatori, dopo una regular season altalenante, che vede i pavesi concludere in terza posizione, la squadra sembra trovare la sua miglior forma nella seconda fase. Ai playoff però la Pallacanestro Pavia si schianta contro lo scoglio Lucca, perdendo 2-0 ai quarti di finale.

## Tifoseria
La tifoseria pavese è chiamata "Pavesi 2023", in seguito alla rifondazione del club cestistico lombardo. La seguente tifoseria presente buoni rapporti con i tifosi della Pallacanestro Reggiana (inoltre, vi fu una longeva amicizia con gli ex Ultras Ghetto della Reggiana Calcio).

## Allenatori e presidenti
- 1945-1946: Vittorio Cornalba
- 1946-1947: G.Franco Rolandi
- 1947-1948: Prof.Chiappero
- 1948-1948: Vittorio Cornalba
- 1949-1952: Mario Cenci e poi dopo esonero Lanfranco Casali
- 1952-1955: Tullio Rochlitzer
- 1955-1956: Lanfranco Casali
- 1956-1957: Yogi Bough
- 1957-1958: Giorgio Andrijašević
- 1967-1975: Lele Rosolen
- 1975-1976: Bottan poi Beppe Belli
- 1977-1980: Carlo "Bob" Fiume
- 1980-1983: Silvio Bertacchi
- 1983-1985: Franco Morini
- 1985-1986: Franco Morini, poi Marco Calamai
- 1986-1988: Marco Calamai
- 1988-1990: Arnaldo Taurisano
- 1990-1992: Tonino Zorzi
- 1992-1994: Attilio Caja
- 1994-1995: Claudio Vandoni, poi Massimo Fiume
- 1997-1998: Romano Petitti
- 1998-1999: Marcello Rochlitzer
- 1999-2004: Alberto Martelossi
- 2004-2005: Alessandro Finelli
- 2005-2006: Alessandro Finelli poi Edoardo Rusconi
- 2006-2007: Alberto Martelossi poi Giancarlo Sacco
- 2007-2008: Giancarlo Sacco
- 2008-2009: Stefano Salieri poi Walter De Raffaele
- 2009-2010: Walter De Raffaele
- 2010-2012: Massimiliano Baldiraghi
- 2012-2013: Roberto Sacchi

- 1946-1958: Cazzani
- 1963-1967: Cazzani
- 1967-1970: Rona
- 1970-1975: Lele Rosolen
- 1975-1976: Quartiroli
- 1977-1979: Magenes
- 1979-1980: Dragagna
- 1980-1983: Trogni
- 1983-1985: Lucio Aricò
- 1985-1986: Silio Pesci
- 1986-1995: Barbara Bandiera
- 1997-1999: Erardo Costa
- 2000-2003: Gabriele Ripa
- 2003-2010: Gian Marco Bianchi
- 2010-2013: Erardo Costa
- 2013-2014: Gian Marco Bianchi

## Palmarès
- Coppa Italia LNP: 1

2000-01

## Sponsor
- 1955-1957: Necchi
- 1975-1977: Ivlas
- 1977-1983: Necchi
- 1983-1984: Basket Pool
- 1984-1985: Vigorelli
- 1985-1990: Annabella
- 1990-1993: Fernet Branca
- 1997-1998: Caffex
- 2000-2002: Sacil Hlb
- 2002-2009: Edimes
- 2009-2012: Paul Mitchell
- 2013-2014: AssiPavia